# عزت أرتيكوف
عزت أرتيكوف من مواليد 8 سبتمبر 1993، رياضي رفع أثقال من قيرغيزستان،
حاز على الميدالية الذهبية في البطولة الآسيوية لرفع الأثقال سنة 2016.

## روابط خارجية
- عزت أرتيكوف على موقع الاتحاد الدولي (الإنجليزية)
- عزت أرتيكوف على موقع اللجنة الأولمبية الدولية (الإنجليزية)
- عزت أرتيكوف على موقع أوليمبيديا (الإنجليزية)